# Gare de Masta
La gare de Masta est une ancienne gare ferroviaire de la ligne 45, de Waimes à Trois-Ponts située à Masta, sur le territoire de la commune belge de Stavelot, dans la Province de Liège en Région wallonne.

## Situation ferroviaire
Établie à 330 mètres d'altitude, la gare de Masta était située au point kilométrique (PK) 12,0 de la ligne 45, de Waimes à Trois-Ponts entre la halte de Meiz et la gare de Stavelot. Jusqu'en 1918, elle était la dernière gare avant la frontière entre l'Allemagne et la Belgique.

## Historique
La ligne de Waimes à Malmédy, alors en territoire allemand, est mise en service le 1er décembre 1885 en tant qu'embranchement de la ligne des Fagnes (Vennbahn). Son prolongement vers Stavelot, située depuis 1867 sur la ligne de chemin de fer de la jonction Grand Ducale (Pepinster - Spa - Trois-Ponts - Gouvy - Luxembourg), semblait aller de soi mais le gouvernement belge déclinait les propositions en ce sens émanant de Berlin, en raison des craintes de prêter le flanc à une éventuelle invasion allemande.
En dépit d'un accord international et de l'achèvement de la section entre Malmédy et la frontière dès 1909, l’État belge retarde les travaux de son côté et convient d'un tracé tortueux, sans grand effort pour atténuer le relief, aux ponts et talus trop faibles pour tolérer le poids des trains de fort tonnage ; le tunnel à la sortie de Stavelot est quant à lui doté de chambres de mine. La section de Stavelot à la frontière allemande est inaugurée le 4 janvier 1914 et la ligne comporte une gare à Masta, alors le dernier arrêt avant la frontière.
Masta a alors le statut de halte, administrée depuis Stavelot, et la ligne est parcourue par des trains secondaires.
Les précautions lors de la construction de la ligne se montreront payantes puisqu'elles contraindront l'occupant à réaliser une ligne entièrement nouvelle, de Recht à Vielsalm, afin de disposer d'un chemin de fer apte au trafic intense des transports de troupes et de matériel militaire ; l'armée échouera cependant à mener à bien la destruction du tunnel de Stavelot.
À l'issue de la Première Guerre mondiale, Malmédy est rattaché à la Belgique et l'ensemble de la Vennbahn est exploitée par les Chemins de fer belges. La SNCB met fin au trafic des voyageurs entre Stavelot et Waimes le 23 février 1959. Le bâtiment de la gare est finalement démoli en 1973.
La ligne ferme aux marchandises en 1983, rouvre entre 1989 et 2006 pour divers trafics marchandises avec quelques années d'inactivité ; les rails sont finalement retirés en 2008 et un chemin du réseau RAVeL est implanté sur la ligne en 2010.

## Patrimoine ferroviaire
Le bâtiment de la gare, implanté de l'autre côté des rails par rapport à la route nationale, a disparu sans laisser le moindre vestige. Il s'agit d'un bâtiment des recettes de plan type 1893 à la superficie particulièrement importante puisque l'aile consacrée à l'accueil des voyageurs et aux marchandises comptait pas moins de 13 travées alors que la majorité de ces bâtiments n'en comptaient que 4 à 6. Ce volume important pourrait s'expliquer par le rôle frontalier de l'arrêt de Masta[réf. souhaitée], les gares frontalières comportant un bureau pour la douane et le contrôle des passeports des voyageurs.
Bâti en briques de deux couleurs avec des éléments en pierre, il comporte une aile de service en « L » (dont plusieurs fenêtres sont omises) et un corps de logis à quatre travées, deux éléments typiques du type 1893 ; les baies sont à linteau droit surmontés d'arcs de décharge et les deux fenêtres en direction de l'extrémité ont un seuil plus haut, dénotant la présence d'un magasin pour les colis et petites marchandises.